# Деманжель, Эмиль
Эмиль Деманжель (фр. Émile Demangel; 20 июня 1882, Ла Шапель-о-Буа — 11 октября 1968, Ксертиньи) — французский велогонщик, серебряный призёр летних Олимпийских игр 1908. Первый в истории олимпийского движения Франции знаменосец Франции на Олимпийских играх.
На Играх 1908 в Лондоне Деманжель соревновался в четырёх дисциплинах. Он получил серебряную медаль в гонке на 660 ярдов. Также, в заезде на 5000 м и в командной гонке преследования он остановился на первом раунде и дошёл до полуфинала в спринте.